# César Sampaio (cantor)
César Sampaio (Rio de Janeiro, 14 de março - ano de nascimento desconhecido) é um cantor e compositor brasileiro.
Ficou conhecido pelo single Secretária da Beira do Cais, gravado em 1975. Gravou seis LPs, 20 compactos e nove CDs, que somaram dois milhões e cem mil cópias vendidas [carece de fontes?]. Além de quatro discos de ouro em solo brasileiro, ganhou troféus de vários programas de televisão e discos de ouro na Suíça, no Chile, na Argentina e na Colômbia.
Foi presença marcante no programa Os Galãs Cantam e Dançam aos Domingos, onde permaneceu por um ano e três meses, e em todos os outros programas importantes. Seu sucesso no Brasil o levou a fazer shows em solo chileno [carece de fontes?]. Em 2004 gravou um CD com músicas de Antônio Marcos, de quem era fã.
Atualmente mora na Ilha do Governador, RJ.